# Elymnias immaculata
Elymnias immaculata är en fjärilsart som beskrevs av Martin 1909. Elymnias immaculata ingår i släktet Elymnias och familjen praktfjärilar. Inga underarter finns listade i Catalogue of Life.